# 庞掌运
庞掌运（1829年—1865年），字芙卿，一字治堂，號仙峯，又號果亭。河南內鄉縣魁門關人（今西峡县丁河镇奎文村），清代政治人物。

## 生平
道光二十七年（1847年），18岁的庞掌运考中秀才。咸丰元年（1851年）考取举人，咸丰六年（1856年）中式丙辰科二甲進士，選翰林院庶吉士。咸豐九年（1859年）元月任国修馆协修官。咸豐十一年（1861年）又出任广东乡试同考官。他求贤若渴任人唯贤，经他推举的20多人，多是广东的知名人士。同治元年（1862年），改任广东省镇平县（今蕉岭县）知县。同治四年（1865年）太平天国康王汪海洋部联合当地天地会花旗军攻入县城，庞掌运弃城逃走。

## 成就
庞掌运进广东之时，正值第二次鸦片战争结束不久，对西方列强非常痛恨，对卑躬屈膝的清廷大员极为不满，非常钦佩那些抵御外侮，英勇献身的爱国将士。他在《感时》诗中写道：“小丑频年瞰不休，养成巨患几春秋，悬知中国无司马，可怪诸臣尽汗牛……”，“当年血战阵云昏，半夜潮声下海门，……琦奕依然关葛死，西风江上吊忠魂。”其反帝爱国思想可见一斑。庞掌运在粤任职期间，以培文教、抑豪强、靖地方为己任，对地方发展有颇多贡献。